# Bruno Potthast
Bruno Potthast (* 25. Mai 1887 in Lügde; † 20. Oktober 1967 in Köln) war ein deutscher Rechtsanwalt und Kommunalpolitiker (CDU).

## Leben
Bruno Potthast, Sohn aus einem Arzthaushalt, studierte in München und Göttingen, wo er Mitglied der katholischen Studentenverbindung W.k.St.V. Unitas-Göttingen war. Nach dem Studium arbeitete er als Rechts- und Steueranwalt in Köln. Er war Aufsichtsratsmitglied zahlreicher Wirtschaftsunternehmen im Nachkriegsdeutschland, unter anderem als Aufsichtsrats-Vorsitzender bei den Bielefelder Papier- und Wellpappenwerke E. Sprick AG, Cornelius Stüssgen AG, J. W. Zanders Feinpapier GmbH, Excelsior Hotel Ernst und Vereinigte Ultramarinfabriken AG. Er war stellvertretender Aufsichtsratsvorsitzender bei der Kölner Vulkan AG und der Gladbacher Wollindustrie AG sowie Aufsichtsrats-Mitglied bei der Westdeutschen Kaufhof AG. Er war Generalbevollmächtigter des Bankhauses Sal. Oppenheim & Cie in Köln. In den Jahren 1917 bis 1920 arbeitete er als Referent im Reichsschatzamt in Berlin.

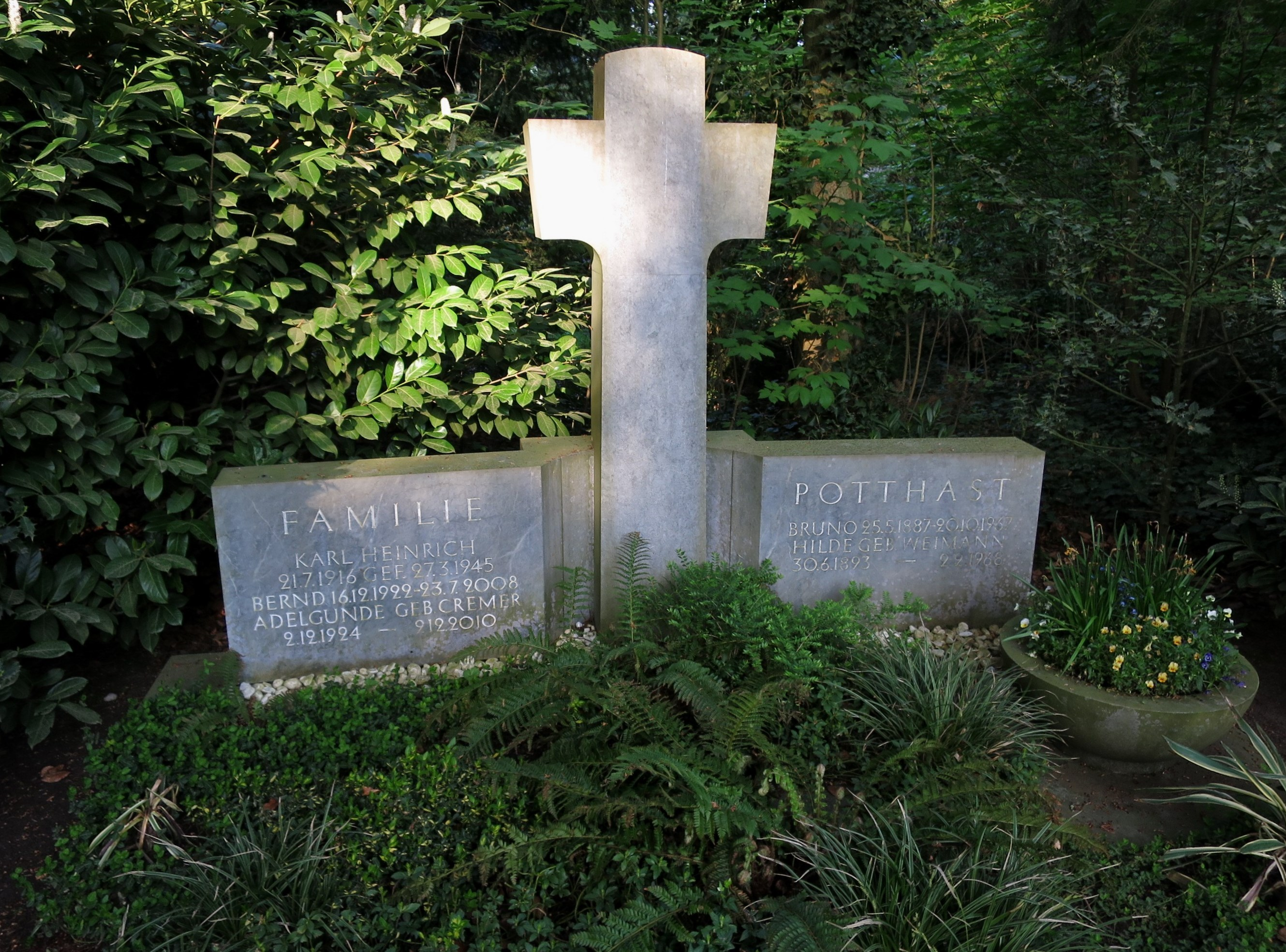
Familiengrab auf dem Südfriedhof

1945 war er mit Leo Schwering und anderen Mitbegründer und erster Vorsitzender der CDP/CDU Köln.
1954 wurde er von Kardinal-Großmeister Nicola Kardinal Canali zum Ritter des Ritterordens vom Heiligen Grab zu Jerusalem ernannt und am 8. Dezember 1954 in der Kölner Ordenskirche St. Andreas-Basilika durch Lorenz Jaeger, Großprior der deutschen Statthalterei, investiert; zuletzt im Rang eines Großoffiziers. 
Seit 1915 war er mit Hilde Weimann (1893–1968) verheiratet; aus der Ehe gingen vier Kinder hervor, darunter Bernd Potthast.
Er ist im Familiengrab auf dem Kölner Südfriedhof (Flur 22) beigesetzt.

## Schriften
- Die Härteparagraphen der Kriegssteuergesetze und die Praxis des Bundesrats. Dr. O. Schmidt, 1919.
- Die Vermögensteuererklärung der Gewerbetreibenden. Neubner, 1926.
- Der Steuerpflichtige und die Buch- und Betriebsprüfung. Neubner, 1930.
- Testament und Erbschaftsteuer. Neubner, 1947.